# Mance (Frankrijk)
Mance is een plaats en voormalige gemeente in het Franse departement Meurthe-et-Moselle in de regio Grand Est en telt 583 inwoners (1999).

## Geschiedenis
De gemeente maakt deel uit van het arrondissement Briey en sinds 22 maart 2015 van het kanton Pays de Briey. Daarvoor hoorde het bij het kanton Briey, dat op die dag opgeheven werd. Op 1 januari 2017 werd de gemeente opgeheven en met Briey en Mancieulles samengevoegd tot de huidige gemeente Val de Briey.

## Geografie
De oppervlakte van Mance bedraagt 7,4 km², de bevolkingsdichtheid is 78,8 inwoners per km².
De onderstaande kaart toont de ligging van Mance (Frankrijk) met de belangrijkste infrastructuur en aangrenzende gemeenten.

## Demografie
De figuur toont het verloop van het inwonertal (bron: INSEE-tellingen).